# Сорокуш прибережний
Сороку́ш прибережний (Thamnophilus ambiguus) — вид горобцеподібних птахів родини сорокушових (Thamnophilidae). Ендемік Бразилії. Раніше вважався підвидом плямистого сорокуша (Thamnophilus punctatus).

## Поширення і екологія
Прибережний сорокуш поширений на східному узбережжі Бразилії, від Сержипі на півночі до Сан-Паулу на півдні. Живе в підліску вологих тропічних лісів на висоті до 450 м над рівнем моря.